# Металург (готель)
Готель «Металург» — готель у місті Кривий Ріг, який був відкритий 12 червня 1934 року. Розробка харківського інституту «Гіпроград». Реконструйований в 1950-х рр., проєкт (1947—1948 рр.) виконали архітектори — Н. Мухачова, В. Млинарич, В. Суманєєв. Споруда знаходиться за адресою: місто Кривий Ріг, Центрально-Міський район, проспект Поштовий (Карла Маркса), 14.

## Історична довідка
Готель «Металург» був відкритий 12 червня 1934 року. Належав Криворізькому металургійному заводу. Споруджений за розробкою харківського інституту «Гіпроград». Під час визволення міста у лютому 1944 року споруда була зруйнована. У 1950-х рр. готель перебудували за проєктом реконструкції (1947-48 рр.) архітекторів Н. Мухачової, В. Млинарича, В. Суманєєва.
Відповідно до розпорядження голови Дніпропетровської державної адміністрації від 12 квітня 1996 року № 158-р готель «Металург» є пам'яткою архітектури місцевого значення міста Кривий Ріг з охоронним номером 132.